# 李逢滋
李逢滋（1939年9月—2022年11月24日），男，陕西米脂人，中华人民共和国政治人物，曾任新疆维吾尔自治区人大常委会副主任、党组副书记。